# شورای شهر لندن
شورای شهر لندن (به انگلیسی: London Assembly) شورایی منتخب و زیرمجموعه‌ای از اداره تصدی لندن بزرگ است که اقدامات و فعالیت‌های شهردار لندن را زیر نظر می‌گیرد و موشکافی می‌کند و از این قدرت برخوردار است که با موافقت اکثریت دو سوم اعضا، برنامهٔ سالیانهٔ بودجه شهرداری را اصلاح و لوایح تقنینی شهردار را رد کند. شورا در سال ۲۰۰۰ تأسیس شد و مقر آن در سیتی هال واقع در کرانهٔ جنوبی رود تیمز، نزدیک تاور بریج قرار دارد. بررسی سایر مسائل مورد توجه ساکنان لندن (حمل و نقل، محیط زیست و . . .)، انتشار یافته‌ها و توصیه‌ها، و ارائه پیشنهادها به شهردار از دیگر اختیارات و وظایف شوراست.

## اعضا
شورا از ۲۵ عضو تشکیل شده‌است که توسط نظام تناسبی تلفیقی انتخاب می‌شوند. انتخابات هر چهار سال یک بار و همزمان با انتخاب شهردار برگزار می‌شوند. شهر لندن به ۱۴ حوزهٔ انتخابیهٔ تک‌نماینده تقسیم شده‌است که از هر کدام یک عضو انتخاب می‌شود. ۱۱ کرسی دیگر با استفاده از فهرست‌های حزبی پر می‌شوند تا مجموع کرسی‌های هر حزب با آرای کسب‌شده توسط همان حزب در سطح کل لندن متناسب باشد. برای تسهیم کرسی‌ها از روش اصلاح‌شدهٔ هوندت استفاده می‌شود. حد نصاب انتخاباتی برای ورود هر حزب به شورا کسب حداقل ۵٪ آرای حزبی است. حقوق سالیانهٔ هر عضو تقریباً ۵۵٬۰۰۰ پوند است.

## ترکیب

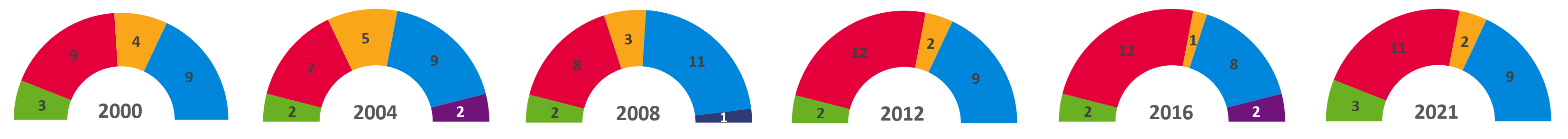
ترکیب شورای لندن ۲۰۱۲ – ۲۰۰۰ سبزها کارگر لیبرال دموکرات محافظه‌کار یوکیپ بی‌ان‌پی

|      | حزب سیاسی                | اعضای شورا | اعضای شورا | اعضای شورا | اعضای شورا | اعضای کنونی | اعضای کنونی | اعضای کنونی | اعضای کنونی | اعضای کنونی | اعضای کنونی | اعضای کنونی | اعضای کنونی | اعضای کنونی | اعضای کنونی | اعضای کنونی | اعضای کنونی |
| ۲۰۰۰ | حزب سیاسی                | ۲۰۰۴       | ۲۰۰۸       | ۲۰۱۲       |            | اعضای کنونی | اعضای کنونی | اعضای کنونی | اعضای کنونی | اعضای کنونی | اعضای کنونی | اعضای کنونی | اعضای کنونی | اعضای کنونی | اعضای کنونی | اعضای کنونی | اعضای کنونی |
| ---- | ------------------------ | ---------- | ---------- | ---------- | ---------- | ----------- | ----------- | ----------- | ----------- | ----------- | ----------- | ----------- | ----------- | ----------- | ----------- | ----------- | ----------- |
|      | حزب کارگر                | ۹          | ۷          | ۸          | ۱۲         |             |             |             |             |             |             |             |             |             |             |             |             |
|      | حزب محافظه‌کار            | ۹          | ۹          | ۱۱         | ۹          |             |             |             |             |             |             |             |             |             |             |             |             |
|      | سبزها                    | ۳          | ۲          | ۲          | ۲          |             |             |             |             |             |             |             |             |             |             |             |             |
|      | حزب لیبرال دموکرات       | ۴          | ۵          | ۳          | ۲          |             |             |             |             |             |             |             |             |             |             |             |             |
|      | حزب استقلال پادشاهی متحد | -          | ۲          | -          | -          |             |             |             |             |             |             |             |             |             |             |             |             |
|      | حزب ملی بریتانیا         | -          | -          | ۱          | -          |             |             |             |             |             |             |             |             |             |             |             |             |